# 아스널 FC

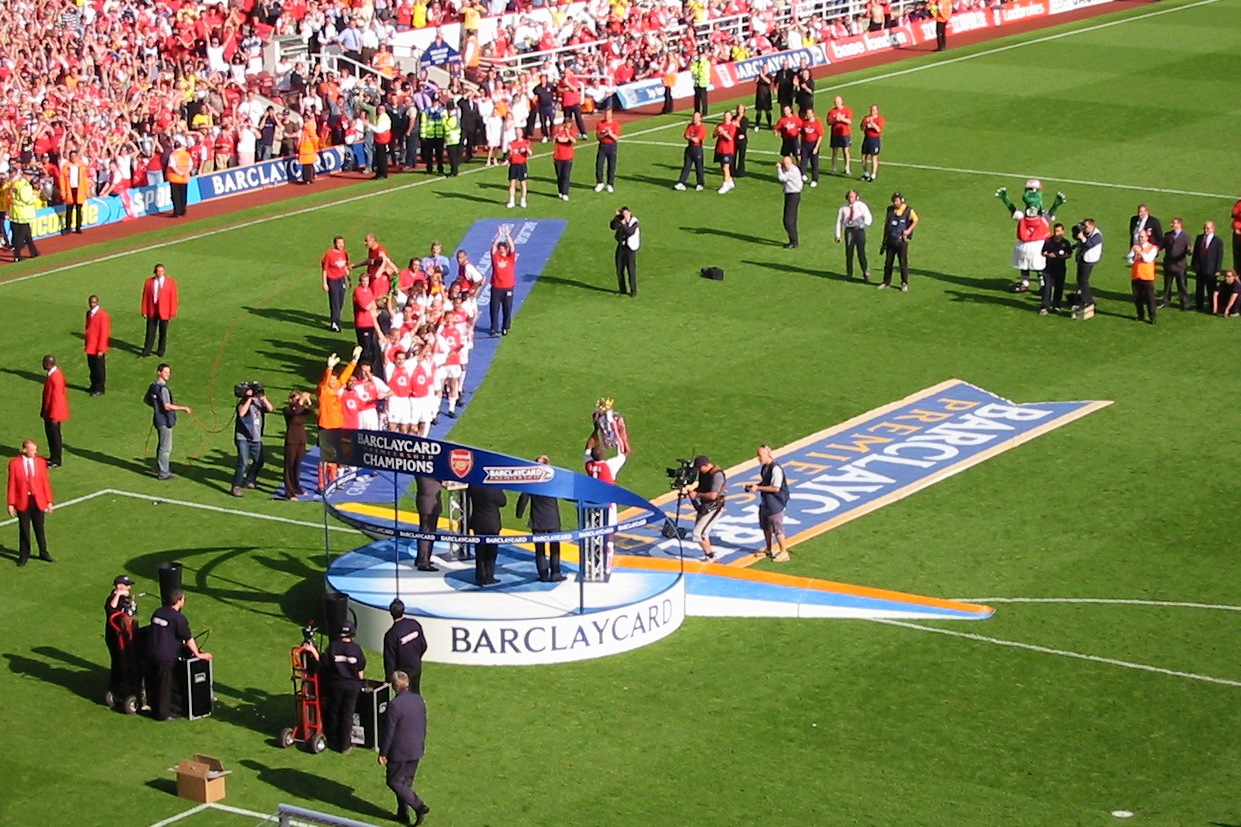
2003 - 04 시즌 프리미어리그 무패 우승 때의 모습

아스널 FC(영어: Arsenal Football Club→아스널 축구단)는 런던 홀로웨이의 에미레이트 스타디움을 홈구장으로 하는 잉글랜드의 축구단이다. 현재 잉글랜드의 프리미어리그에 속해 있다.
현재 감독은  미켈 아르테타이며 주장은 마르틴 외데고르이고 부주장은 가브리에우 제주스이다.
아스널 FC(이하 아스널)는 FA컵에서 14번의 우승으로 잉글랜드 최다 우승 기록을 가지고있다.
아스널은 제2차 세계 대전 이후인 1970-71 시즌에 리그와 FA컵에서 우승하면서 20세기에 더블을 기록한 두 번째 팀이 되었다. 이후 지금까지 두 번의 리그와 FA컵 우승 더블, 한 번의 컵 더블, 그리고 프리미어리그 최초의 무패 우승을 기록하였다. 또한 2005-06년 UEFA 챔피언스리그 결승전에 진출해, 런던 연고 축구단으로는 UEFA 챔피언스리그 결승전에 진출한 첫 번째 팀이 되기도 하였다.
아스널의 홈 유니폼 색깔은 전통적으로 레드 앤 화이트(Red & White)였지만 이는 시간이 흘러감에 따라 점차 변해 갔다. 연고지도 클럽 창단시에는 켄트주 울위치였으나 1913년 북런던의 하이버리 아스널 스타디움으로 옮겼다. 2006년엔 다시 하이버리와 가까운 홀로웨이의 에미레이트 스타디움가모지
아스널은 광대한 팬층을 보유하고 있으며, 몇몇 팀들과는 오랜 라이벌 관계를 유지해오고 있다. 그중에서도 토트넘 홋스퍼 FC와 강한 라이벌 관계이며 팬들은 이들간의 경기를 북런던 더비라고 부르고 있다. 
가장 최근 시즌인 2023-24 시즌에는 2위의 성적으로 시즌을 마감했다.
그들이 달성한 위업은 영국 축구 문화에서 정기적으로 다뤄지고 있다. 팀의 애칭에는 거너스(Gunners)라고 불린다.

## 역사

### 아스널 풋볼 클럽의 창단, 북런던으로의 이전과 토트넘과의 악연
아스널 풋볼 클럽은 1886년에 다이알 스퀘어(Dial Square)라는 이름으로 창단된 것이 그 시초라 할 수 있다. 런던 남동부에 있는 울위치의 왕립 무기고(Royal Arsenal, 로열 아스널)에서 일하던 노동자들이 모여 만들어진 이 축구 클럽은 1891년에 프로 구단으로 독립하였으며, 1893년 울위치 아스널(Woolwich Arsenal)로 이름을 바꾸고 풋볼 리그(Football League)에 가입하였다. 하지만 울위치 아스널은 그들의 연고지인 울위치가 지리적으로 고립되어 관중들이 다른 구단들보다 비교적 적었고, 이는 결국 구단이 재정적 문제에 빠지게 되는 원인이 되었다. 1910년, 헨리 노리스가 구단을 인수할 때는 파산이 유력해 보였었지만 노리스는 연고지를 다른 곳으로 옮기기로 했고. 1913년 2부리그로 강등된 뒤 연고지를 북런던에 있는 하이버리의 아스널 스타디움으로 옮기게 된다. 그리고 그들은 이듬해 구단 이름에서 울위치를 빼버리고 현재까지 이어지는 아스널 FC 라는 이름을 가지게 된다.
아스널은 1919년, 2부 리그에서 5위를 차지해 승격에 실패했지만 그럼에도 불구하고 1부 리그 팀 참가를 20개 팀에서 22개 팀으로 늘리는 과정에서 원래 1부 리그 19위로 2부 리그로 강등 예정이었던 첼시는 남게 되었고 2부 리그 1위와 2위가 1부 리그로 승격 되고 3위 반즐리나 4위 울버햄튼 중 한 팀이 승격할 예정이었으나, 아스널의 구단주 노리스는 아스널이 처음으로 풋볼 리그에 가입한 남부 클럽임을 강조해 풋볼 리그 역사에 기여한 점을 들어 풋볼 리그측을 설득하였고 풋볼 리그측은 이에 동의해 투표 방식으로 1부 리그 최하위 팀과 아스널 중 한 팀을 1부리그에 승격시키기로 결정을 한다. 결국 아스널이 선거에서 승리해 아스널이 1부리그로 승격되었다.
이때 아스널에게 패해 2부 리그로 강등된 그 1부 리그 최하위 팀은 바로 이웃의 토트넘이었다. 참으로 아이러니한 일이 아닐 수 없다. 이 행운의 사건 이후 아스널은 현재까지 단 한 번도 2부리그로 강등되지 않는 기록을 이어나가게 된다.

### 1930년대의 잉글랜드 축구 지배
1925년, 허버트 채프먼이 아스널의 감독이 된다. 채프먼은 이미 허더스필드 타운을 이끌고 1923-24, 24-25 두 시즌 연속으로 리그 우승을 제패한 바 있었고, 그는 아스널의 첫 번째 성공시대를 가져다 준 감독이기도 하다. 그의 혁신적인 전술과 훈련은 이적시장에서 데려온 알렉스 제임스와 클리프 바스틴 등과 함께 1930년대 잉글랜드 축구 지배 시대를 건설하게 된다. 채프먼의 지도 아래 아스널은 1930년, 첫 FA컵 우승과 1930-31, 1931-32 시즌 리그 연속 우승을 차지하게 된다. 거기에 채프먼은 1932년, 아스널 스타디움 근처에 있는 런던 지하철역인 '길레스피 로드역'을 '아스널 지하철 역'으로 바꾸는 데에 배후에 있었다고도 전해졌다.
채프먼은 1934년 초, 급성 폐렴으로 사망했고 남은 시즌 동안은 아스널의 코치이자 2군 감독이었던 조 쇼가 임시 감독으로 이끌어 간다. 명장 채프먼 감독의 갑작스런 죽음에도 불구하고 아스널은 1933-34 시즌, 3번째 리그 우승을 차지하게 된다. 이어 조지 앨리슨이 정식 감독으로서 아스널을 이끌게 되었고 부임 첫 시즌 만에 4번째 리그 우승을 차지하였고 그 다음 시즌에는 두 번째 FA컵 우승, 37-38시즌 5번째 리그 우승을 차지하게 된다. 하지만 이 우승을 마지막으로 1930년대 말기에 아스널의 중흥기를 이끌던 주요 선수들의 은퇴와 제2차 세계 대전 발발로 잉글랜드의 모든 축구 경기가 취소되어 아스널 FC는 점점 쇠퇴하기 시작하였다.

### 평범한 팀으로의 전락
전쟁이 끝난 뒤, 앨리슨의 후임인 탐 휘태커는 아스널에 두 번째 성공시대를 가져다 주게 되었다. 휘태커 감독의 지도 하 아스날 FC는 1947-48, 1952-53 시즌 두 번의 리그 우승을 또 차지하였고, 1949-50 시즌에는 3번째 FA컵 우승을 차지하게 된다. 하지만 그 후 재정난에 시달려 1930년대 선수들과 같은 고급 선수들을 끌어오지 못했고, 결국 아스널은 5, 60년대 대부분을 트로피 없이 보낸 평범한 팀으로 전락하게 되었다. 심지어 1962년부터 66년까지 감독을 맡았던 전(前) 잉글랜드 대표팀 주장 출신인 빌리 라이트도 감독으로서 아무런 성공도 거두지 못하였다.

### 뜻밖의 인물의 성공과 준우승 팀
빌리 라이트 감독이 물러난 1966년, 당시 아스널의 물리 치료사인 버티 미가 뜻밖의 감독이 되면서 아스널이 다시 트로피를 차지하기 시작한다. 두번의 리그 컵 결승에서 준우승에 그친 뒤, 아스널은 1969-70 시즌 인터시티스 페어스컵이라는 유럽 대회에서 우승하게 된다. 이 인터시티스 페어스컵 우승은 아스널의 첫 유럽 대회 우승이었다. 이후 1970-71 시즌, FA컵과 리그 우승 더블을 일궈내게 되었다.
하지만 아스널이 그 시대에 최강 팀이라 하기엔 무리였던 것이 1970-71 시즌 후에는 준우승 팀이라 불릴 정도로 준우승이 많았다. 아스널은 1972-73 시즌 리그 2위에 머물렀고, 1971-72, 1977-78, 1979-80 시즌 세 번의 FA컵 결승에서 모두 준우승에 머물렀다. 1979-80 시즌에는 UEFA 컵 위너스 컵 결승에 진출했지만 승부차기 끝에 준우승에 머물렀다. 1978-79 시즌에만 경기 종료 직전 골로 맨체스터 유나이티드를 꺾고 5번째 FA컵 우승을 차지하였고 이 경기는 명승부로 널리 알려져 있다.

### 조지 그레이엄의 성공과 비리
그 뒤로는 별달리 성적이 없다가 1986년, 조지 그레이엄이 감독으로 부임하면서 제3의 중흥기를 맞게 된다. 그레이엄 감독 첫 시즌인 1986-87 시즌에 아스널은 처음으로 리그 컵 우승을 차지한다. 1988-89 시즌에는 막판 극적인 골로 리버풀을 제치고 18년 만에 리그 우승을 차지하게 된다. 1990-91 시즌, 그레이엄의 아스널은 단 1패만 기록하고 다시 리그 우승을 차지한다.
1992-93 시즌에는 FA컵과 리그 컵을 우승하여 컵 더블을 기록하였고, 이듬해에는 아스널이 UEFA 컵 위너스 컵 우승을 차지해 두 번째 유럽 대회 우승을 기록하였다. 그레이엄의 평판은 90년대초 노르웨이의 한 축구 에이전트인 르네 하욱이 자신의 소속 선수인 존 젠슨과 팔 라이더센을 아스널로 이적시키는 과정에서 그레이엄 감독이 뇌물을 받았다고 폭로하여 더럽혀지게 되었고, 결국 1995년 그레이엄 감독은 해고 당하게 되며 1년간 감독직 자격을 박탈 당하게 된다. 그의 후임으로는 브루스 리오치가 오르게 되지만 한 시즌 만에 구단 운영진들과의 상호 합의하에 물러나게 된다.

### 아르센 벵거의 시대

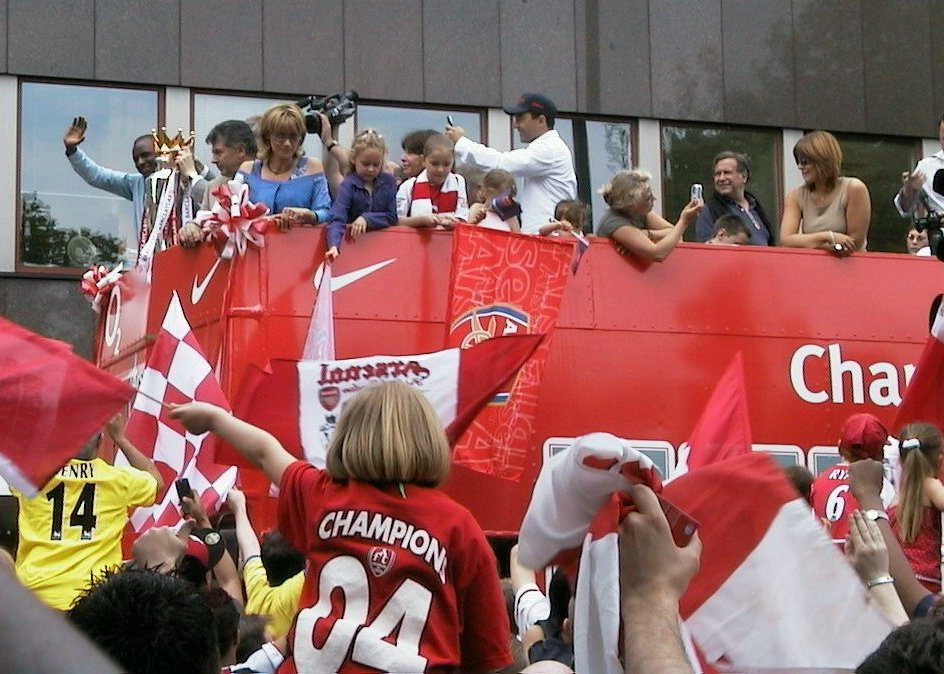
무패 우승 기록후 아스널 선수들과 팬들이 오픈 탑 버스를 타고 행진하는 모습

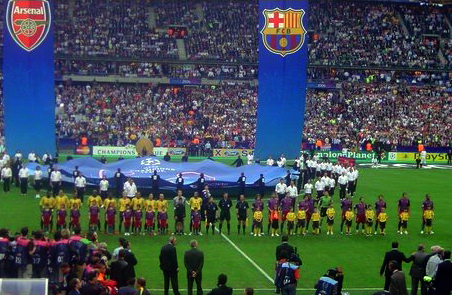
2006년 챔피언스리그 결승에서 아스널 선수들(왼쪽 노란 상의)과 바르셀로나 선수들이 정렬하고 있다.

브루스 리오치가 물러난 1996년, 훗날 아스널의 황금기를 이끌 구세주가 나타나게 되는데 그는 바로 프랑스의 아르센 벵거였다. 그는 아스널의 첫 번째 비영어권 감독이었다. 벵거 감독은 팀에 새로운 훈련 통치 및 몇몇 외국 용병 선수들과 잉글랜드의 재능있는 선수들을 잘 조합시킨 새로운 전술을 가져다 주었다. 아스널은 1997-1998 시즌, 리그 우승과 FA컵 우승으로 더블을 차지하였고, 그와 더불어 99-2000 시즌에는 팀 창단 후 처음으로 UEFA컵 결승에 진출하였지만 아쉽게도 승부차기 끝에 갈라타사라이 SK에게 패해 우승이 좌절되었다.
하지만 2001-02 시즌, 또다시 리그와 FA컵 더블을 차지하였다. 2002-03 시즌에는 9번째 FA컵 우승을 차지하였고 이듬해인 2003-04 시즌에는 프리미어리그 사상 첫 무패 우승을 기록하였는데 이는 그동안 잉글랜드 1부리그 역사상 딱 한 번밖에 없었고 1889년 프레스턴 노스 엔드 FC 이후 115년 만에 1부리그에서 나온 대기록 이었다. 이때의 무패 우승을 가리켜 "더 인빈서블"(The Invincible)이라 부르기도 한다. 이때 49경기 리그 연속 무패 행진도 기록하였는데 이는 영국 축구 최장기 무패 기록으로 남아 있다.
2004-05 시즌에는 다시 FA컵 우승을 차지해 통산 10번째 FA컵 우승을 이뤄냈다. 아스널은 그동안 유럽 대회 우승과는 인연이 별로 없는 팀이었는데, 마침내 2005-06 시즌, 챔피언스리그 결승에 진출해 창단 후 첫 챔피언스리그 우승을 노리게 된다. 당시 아스널의 챔피언스리그 결승 첫 진출은 런던을 연고지로 하고 있는 축구 팀들의 역사로써도 처음 있는 일이었다. 그 만큼 런던의 명문클럽 중 하나인 아스널이 자국에서는 우승을 많이 차지했었지만 그에 비해 유럽 대회와는 거리가 멀었던 셈이었다. 그러나 그 결승전에서 바르셀로나에게 패해 첫 챔피언스리그 우승도 좌절되고 만다. 벵거 지도 하의 아스널 FC는 처음 11 시즌 중에서 무려 여덞 시즌을 1, 2위를 벗어난 성적은 거두지 않았다. 아스널은 프리미어리그 출범 이후 리그를 우승한 여섯 팀 중 한 팀이며, 아스널을 제외한 나머지 다섯 팀은 맨체스터 유나이티드, 블랙번 로버스, 첼시와 맨체스터 시티 FC 그리고 레스터 시티 FC이다. 아스널은 리그 우승을 차지할 때마다 다음 시즌 연속 우승에는 실패하고 있다.
2006년 아스널은 93년간 홈 경기장으로 썼던 하이버리의 아스널 스타디움에서 바로 근처인 에미레이트 스타디움으로 홈 경기장을 옮기게 된다. 아스널이 현재 가장 마지막으로 들어올린 트로피가 2004-05 시즌 FA컵을 마지막으로 현재 8년째 무관에 그치고 있으며, 2012-13 시즌에는 4위로 리그를 마감했다. 안드레이 아르샤빈을 2009년에 1500만 파운드로 영입하면서 클럽 레코드를 기록했지만, 2013-14 시즌을 시작하고 2013년 8월 31일에 메수트 외질을 4000만 파운드로 영입하면서 클럽 레코드를 달성하였다. 반면, 이로 인해 아르센 벵거의 유명한 철학인 "다른 팀들은 슈퍼스타를 사지만, 우리는 슈퍼스타를 만든다."라는 말이 깨지게 된 것을 아쉬워하는 팬들도 있다. 아스널은 2013년 12월 말까지는 1위였으나 2014년에 들어서면서 성적이 떨어져 4위로 시즌을 마감하였다. 하지만 FA컵에서는 2014년 5월 18일 헐 시티와의 결승전에서 접전 끝에 이겨 9년 만에 우승하였다.
그리고 이어지는 시즌 맨체스터 시티 FC와의 FA 커뮤니티 실드 경기에서 3-0 승리를 거두고 10년 만에 우승을 차지하였다. 16/17 시즌 챔피언스리그 16강에서 바이에른 뮌헨에 1차전에서 5:1 2차전에서도 5:1 로 총 합산 10:2 로 16강에서 떨어지면서 아쉬운 시즌을 보냈다.
2017-18 시즌 종료를 끝으로 22년 간 팀을 이끌어 온 아르센 벵거 감독이 이번 시즌을 끝으로 사임하며 감독직에서 물러났다.

### 새로운 감독과 새 시작
2018-19 시즌부터 우나이 에메리가 벵거 감독의 뒤를 이어 아스널의 새 감독으로 선임되었다.
2018년 6월 5일 유벤투스의 베테랑 수비수 슈테판 리히트슈타이너를 자유계약으로 영입하며 명가재건의 시작을 알렸다.
그 후 삼프도리아의 신예 중앙 미드필더 루카스 토레이라와 바이어 레버쿠젠의 골키퍼 베른트 레노, 보루시아 도르트문트의 수비수 소크라티스 파파스타토풀로스를 영입하여 그동안 팬들의 답답함을 해소하였다.
2018-19 시즌 리그에서는 5위를 기록했고,유로파리그는 준우승을 달성했다.

## 유니폼
아스널 역사에서 항상 그랬던 것은 아니었지만 홈 유니폼은 대부분 흰 소매가 어우러진 밝은 적색 상의와 흰색 하의이다. 적색 계열의 유니폼은 1886년, 아스널의 창단 이름인 다이얼 스퀘어가 창단 될 당시 노팅엄 포레스트의 자선 기부에 의해 선택 되었다. 전 노팅엄 포레스트 선수이기도 했었던 프레드 베어즐리와 모리스 베이츠가 울위치로 일하러 이사를 오게 되어 다이얼 스퀘어의 창단 멤버가 되었는데 처음 창단 되었을 때는 유니폼이 없었다고 한다. 그래서 이 두 선수들이 고향에(이 두 선수의 고향이 바로 노팅엄이다.) 도움을 요청하는 편지를 보내 유니폼과 공을 받았다고 한다. 유니폼은 암적색 상의와 흰색 하의, 그리고 파란 양말이었다.
1933년, 허버트 채프먼은 아스널 선수들이 좀 더 눈에 띄는 유니폼을 입길 원했고, 결국 기존의 유니폼에 흰색 소매를 더하고 상의도 암적색에서 밝은 적색으로 바꾸게 되었다. 하지만 처음부터 흰색 소매란 것을 생각하게 되었던 것은 아니었고, 두 가지 영감을 받았었다고 한다. 하나는 관중석에 있는 서포터들이 흰색 상의 위에 빨간색 민소매 스웨터를 입었던 것이었고, 다른 하나는 채프먼의 골프 동료인 만화가 탐 웹스터와 함께 골프를 쳤을 때 웹스터가 그와 유사한 옷을 입었던 것에 영감을 받았던 것이었다고 한다. 어느 쪽의 이야기가 진실이든 아니든 아스널은 이후 딱 두 시즌만 올 빨간색 상의 유니폼을 입고 나머지 시즌에는 이 빨간색과 흰색이 조합된 상의의 유니폼을 입게 된다. 그 두 시즌 중 첫 번째 시즌은 1966 - 67 시즌이었는데 별로 인기가 없었고 바로 다음 시즌부터 다시 빨간색 상의와 흰색 소매의 유니폼을 입게 된다. 두 번째 시즌은 2005 - 06 시즌, 아스널이 하이버리에서 뛰는 마지막 시즌일 때였는데 하이버리가 개장된 1913년, 아스널이 입었었던 예전의 암적색 상의 유니폼을 다시 입고 플레이를 하게 된다. 아스널은 에미레이트 스타디움을 쓰기 시작한 2006 - 07 시즌에 다시 원래의 유니폼으로 돌아가게 된다.
아스널의 홈 유니폼들은 세 개의 다른 팀들에게 영감을 주게 된다. 1909년, 스파르타 프라하는 아스널이 입었었던 암적색 색깔의 유니폼을 채택하게 되고, 1938년, 하이버니언이 아스널이 입고 있던 소매 상의 유니폼을 디자인한 녹색 상의와 흰색 소매의 유니폼을 채택하게 된다. 역시 1930년대에, SC 브라가의 감독은 아스널과의 경기 후 팀의 유니폼인 기존의 녹색 유니폼을 아스널의 빨간색 상의와 흰색 소매 그리고 흰색 하의를 그대로 복제해 바꾸고 팀의 애칭을 "오스 아스널리스타스"(Os Arsenalistas)로 짓게 된다. 이 팀들은 이런 디자인의 유니폼을 오늘날에도 입고 있다.
아스널의 원정 유니폼은 전통적으로 옐로 앤 블루지만 예외인 적도 있었다. 아스널은 1982년부터 84년까지 녹색 상의와 짙은 감색 하의를 입었으며, 1990년대 초반, 복제 유니폼이 시장에 돈이 되는 시기가 도래하자 원정 유니폼을 주기적으로 바꾸게 된다. 이 시대에는 기존의 노란색 상의에 파란색 하의 유니폼이 2색조 파란색으로 변화하게 되며 2001 - 02 시즌에는 메탈릭 황금색과 짙은 감색을 사용하기도 했었다. 2005 - 06, 2006 - 07 시즌에는 노란색과 짙은 회색 유니폼을 입었었다. 현재 아스널은 아스널이 다음 시즌 상대하는 팀들이 선택하는 홈 유니폼에 따라 원정 유니폼이 세 번째 유니폼(3rd kit)으로 바뀌기도 하는 등 매년 바뀌고 있다. 현재 아스널의 세 번째 유니폼은 2007 - 08 시즌 아스널이 원정 유니폼으로 입었던 흰색 상의와 암적색 하의, 그리고 흰색을 테두리로 한 암적색 양말의 유니폼이다.

## 홈 구장

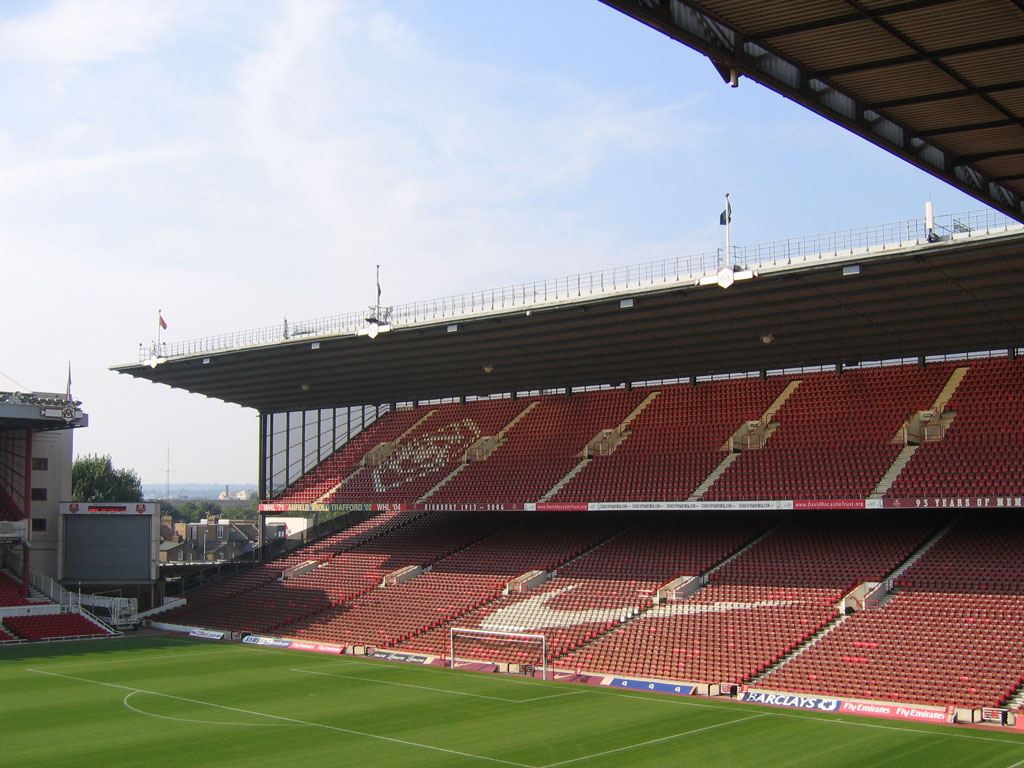
아스널 스타디움의 북쪽 스탠드

아스널이 런던 남동부의 울위치를 연고로 하고 있을 때에는 대부분 울위치의 근처인 플럼스테드의 매너 그라운드에서 경기를 벌였다. 1886년 창단 후 4년간 그곳을 사용하다가 1890년에 매너 그라운드에서 가까운 인빅타 그라운드로 옮기게 된다. 하지만 옮긴 지 3년 만에 다시 매너 그라운드로 돌아오게 된다. 매너 그라운드는 풋볼 리그에 가입한 1893년, 좌석식과 입석식 스탠드를 만들기 전까지는 그냥 필드였을 뿐이었다. 아스널은 1894 - 95 시즌 딱 두 차례 경기만 제외하고 1913년에 북런던으로 옮길 때까지 20년간 매너 그라운드를 홈 구장으로 쓰게 된다.
하이버리라고 널리 알려진 아스널 스타디움은 1913년부터 2006년까지 아스널의 홈 구장이 된다. 최초의 아스널 스타디움은 축구장 설계로 유명한 스코틀랜드 출신의 아치볼드 리치에 의해 설계되었는데 한쪽에만(아스널은 동쪽이었음) 지붕으로 덮인 좌석식 스탠드가 설치되고 나머지는 오픈된 입석식이라는 당시의 일반적인 영국에서의 축구장 설계를 많이 맡았었다. 1930년대에 경기장 전체에 상당한 보수 공사가 이루어지게 되는데 당시 192,30년대에 걸쳐 전 세계적으로 유행했던 디자인 운동인 아트 데코의 영향으로 서쪽과 동쪽에 좌석식 스탠드가 각각 1932년과 36년 설치가 된다. 동쪽 같은 경우는 기존의 것을 허물고 새로 지은 것이었다. 거기에 북쪽의 입석 스탠드에도 지붕이 더해졌지만 제2차 세계 대전 때 폭탄을 맞게 되었고 1954년까지 재건되지 못했다. 지붕은 56년에야 재건되었다. 남쪽 입석 스탠드도 1989년도에 재개조하여 지붕이 더해졌고, 사무실이 생겨나게 된다. 남쪽 스탠드에 시계가 있었다고 하여 '클락 스탠드(The Clock Stand)'라고 불리기도 했었다.
아스널 스타디움의 관중 수용규모가 최고일 때는 6만 명을 넘게도 수용할 수 있었고, 1990년대 초까지도 5만 7천 명 정도를 수용할 수 있었다. 하지만 테일러 리포트와 프리미어리그는 아스널의 하이버리를 완전 좌석식으로 바뀌도록 압박했고 결국 1993 - 94 시즌, 완전 좌석식 구장으로 바뀌게 되는데 이때 아스널 스타디움의 수용규모는 38,419명으로 줄게 되었다. 챔피언스리그의 광고판 추가 허용으로 챔피언스리그 때의 수용규모는 더 줄게 되어 아스널은 1998 - 99, 1999 - 2000 시즌 두 시즌 동안 챔피언스리그 홈 경기는 7만 명 규모의 구 웸블리 스타디움에서 치르게 된다.

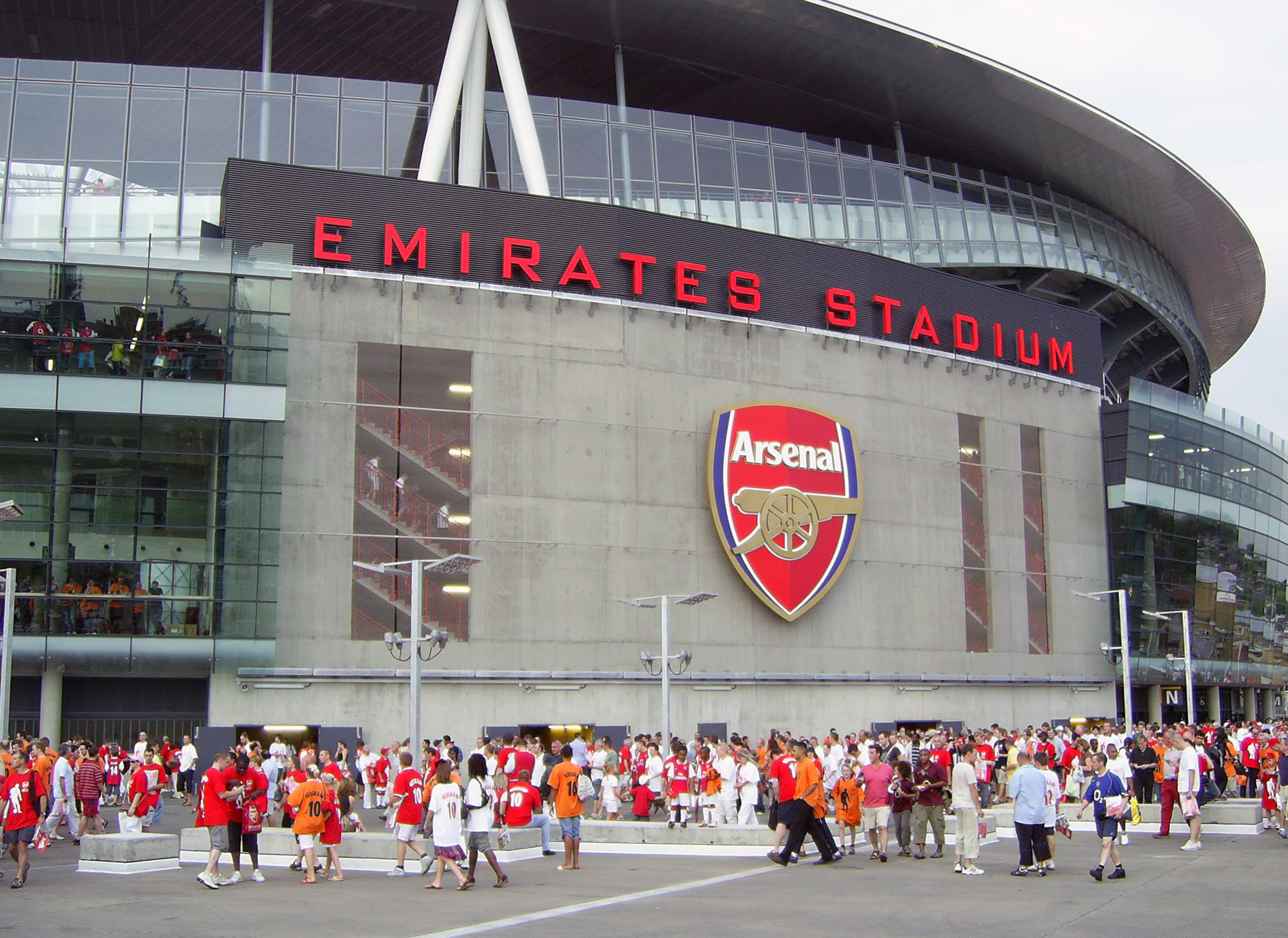
현재 아스널의 홈 구장인 에미레이트 스타디움

아스널 스타디움의 증축은 제한되었는데 그 이유는 동쪽 스탠드가 잉글랜드의 주요 건물 평가에서 2등급(총 3등급 중에 2등급은 특별한 의미가 있는 건물에게 부여됨)을 받았고 나머지 세 개의 스탠드는 주거지가 가까웠기 때문이었다. 결국 이러한 한계는 1990년대에서 2000년대 초까지 수입을 극대화하는 데 방해가 되는 요소였고, 그 당시의 축구 열기와는 동떨어질 위기에 처해 있었다. 여러 가지 선택을 고려해 본 뒤, 2000년, 아스널은 아스널 스타디움에서 남동쪽으로 약 500m 떨어진 6만 명 수용규모의 '애슈버턴 그로브(Ashburton Grove)'라는 이름의 새 홈 구장으로의 이전 계획을 약속하였다. 나중에 홈 구장 이름은 에미레이트 스타디움으로 바뀌었다. 하지만 새 구장 프로젝트는 처음에 영국식 관료주의와 비용 상승 등으로 완공 시기가 늦춰져 2006년 7월달에 겨우 완공을 할 수 있었고, 때맞춰 2006 - 07 시즌부터 아스널이 새 홈 구장으로 사용할 수 있었다. 경기장 이름은 UAE의 국제 항공사인 에미레이트 항공사가 스폰서십을 따내 에미레이트 스타디움으로 명명되었다. 아스널은 당시 에미레이트 항공사와 잉글랜드 축구 역사에서 가장 거액인 약 1억 유로의 계약을 맺은 것으로 알려져 있다. 몇몇 팬들은 경기장 이름의 법인 스폰서십에 동의하지 않고, 원래의 애슈버턴 그로브로 부르거나 아니면 그냥 그로브(The Grove)라 부르기도 한다. 아스널이 챔피언스리그 홈 경기를 치르는 날이면 에미레이트 스타디움이 아닌 애슈버턴 그로브로 불러야 하는 것이 맞다. 왜냐하면 원래 에미레이트 항공사는 챔피언스리그의 공식 스폰서십 계약을 맺은 기업이 아니기 때문이다. 에미레이트 항공사와의 경기장 스폰서십 계약은 최소 2012년까지로 알려져 있고 유니폼 스폰서 계약은 2014년까지로 되어 있다.

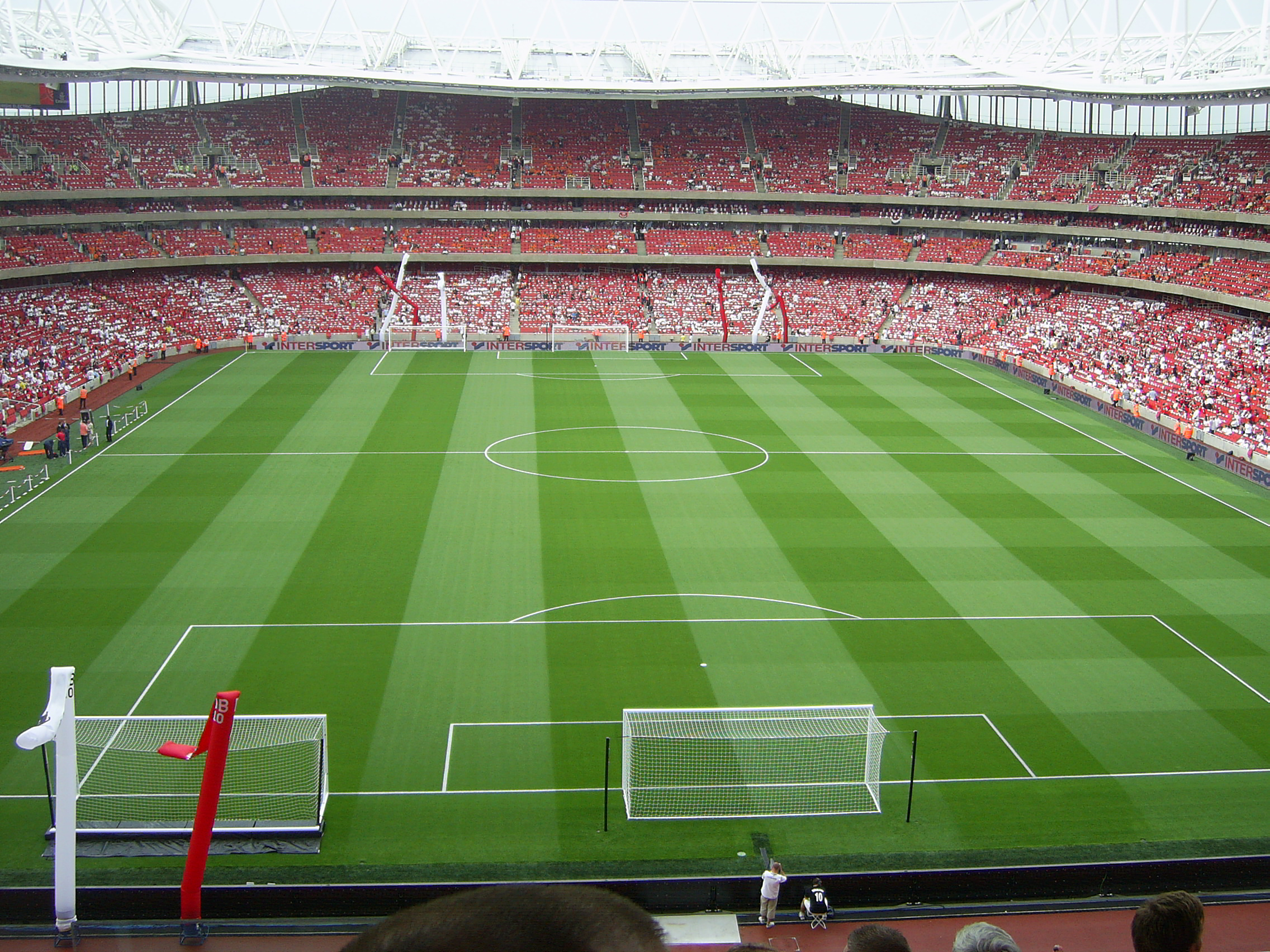
데니스 베르흐캄프의 은퇴식이 있던 날 관중들이 들어찬 에미레이트 스타디움

아스널의 훈련장은 런던 바로 위에 있는 주인 허트포트셔 주에 있는 셴리(Shenley)라는 곳으로서 2000년에 개장된 곳이다. 1961년까지 아스널은 아스널 스타디움 홈 구장에서 직접 훈련했었고, 셴리로 옮겨오기 전에는 런던 대학 학생 회관 근처의 훈련 시설을 쓰기도 했었다. 현재 아스널의 유스 팀이 셴리를 홈 구장으로 쓰고 있으며 아스널의 2군 팀은 현재 풋볼 리그 2(Football League Two, 4부리그)에 속해 있는 바넷 FC의 홈 구장인 언더힐을 홈 구장으로 쓰고 있다.

## 서포터
아스널의 팬들은 종종 그들 스스로를 가리켜 아스널의 애칭인 '거너스'에서 유래한 '구너스(Gooners)'라고 부르고 있다. 아스널은 광대하고 충성스런 팬들을 보유하고 있으며, 거의 모든 홈 경기들은 매진이 되기도 한다. 2007 - 08 시즌, 아스널은 평균 홈 관중수 60,070명과 99.5%의 점유율로 리그에서 2위를 기록하기도 했으며, 평균 홈 관중수에 있어서는 통산 4번째의 기록을 세우기도 했었다. 아스널이 가지고 있는 팬 지역 범위는 부유층이 많이 살고 또한 인접해 있는 캐논버리와 반스버리, 여러 계층이 뒤섞인 아일링턴과 홀로웨이, 하이버리, 그리고 캠든 자치구 지역이 있다. 그리고 노동자 계층이 많은 핀스버리 공원쪽이나 스토크 뉴잉튼에도 아스널의 서포터들이 많다. 이러한 얘기는 아스널의 팬 계층이 다양하다는 것을 의미한다. 2002년 보고서에 따르면 잉글랜드 축구 클럽중 가장 높은 7.7%의 영국 내 유색 인종들이 아스널의 서포터인 것으로 조사된 바 있다.
모든 잉글랜드 내 주요 클럽들처럼 아스널도 아스널 풋볼 서포터스 클럽(Arsenal Football Supporters Club)이나 아스널 독립 서포터스 협회등 많은 자국내 서포터스 클럽을 보유하고 있다. 아스널 풋볼 서포터스 클럽은 아스널과 밀접한 업무를 하고 있으며, 아스널 독립 서포터스 협회는 그보다 더 독자적인 노선을 취하고 있다. 아스널 서포터스 트러스트란 서포터스 클럽도 있는데 아스널의 소유권을 팬들이 차지할 수 있도록 보다 많은 참여를 독려하고 있는 클럽이다. 또한 아스널의 서포터들은 The Gooner(더 구너), Highbury High(하이버리 하이), Gunflash(건플래시) 등과 그것들보다 덜 지적인 Up The Arse!(업 더 아스!)라는 팬 잡지(fanzine)를 발행하고 있다. 아스널 역시 다른 잉글랜드 축구 클럽과 마찬가지로 응원가가 있는데, 아스널은 1970년대 디스코 그룹인 빌리지 피플의 노래인 고 웨스트를 번안한 'One-Nil to the Arsenal(아스널 1 대 0)'과 'Boring, Boring Arsenal(지루한 아스널)' 등의 응원가가 있다. 원래 'Boring, Boring Arsenal'이란 응원가는 상대팀 서포터들이 아스널을 조롱하기 위해 부르는 노래였으나 아이러니하게도 지금은 아스널 서포터들이 아스널이 경기에서 잘하고 있을 때 부르기도 한다.
런던 밖에서 살고 있는 아스널 서포터들은 현 시대의 위성 텔레비전의 발달에 따라 지형에 구애받지 않고 아스널에 대한 애정을 나태내고 있다. 따라서 아스널은 현재 런던을 넘어 전 세계적으로 상당히 많은 수의 팬들을 보유하고 있다. 2007년, 영국내에 24개, 아일랜드에 37개, 전 세계적으로 49개의 서포터스 클럽이 아스널과 제휴를 맺고 있다. 2005년, 아스널의 9.9%의 배당 소유를 하고 있는 그라나다 벤쳐스의 보고서에 따르면 전 세계적으로 아스널 팬들은 약 2천 7백만 명으로 추측되고 있으며 전 세계적으로 세 번째로 높다고 한다.
아스널의 가장 오래되고 또 가장 두드러진 라이벌은 가장 가까운 토트넘 홋스퍼이며 이들 팀들의 경기는 북런던 더비라고 불린다. 런던 지역내에 있는 다른 라이벌 팀은 첼시와 웨스트 햄 유나이티드가 있다. 거기에 아스널과 맨체스터 유나이티드는 1980년대 후반부터 강해지면서 라이벌이 되었고, 또한 양 팀은 오늘날 프리미어리그 우승 경쟁을 함으로써 라이벌 관계가 강화되었다. 2003년, 풋볼 팬스 센서스(Football Fans Census)의 온라인 투표에 따르면 아스널의 가장 큰 라이벌은 맨체스터 유나이티드이며, 토트넘과 첼시가 그 뒤를 잇는 것으로 조사가 되었다. 하지만 2008년 조사에서는 토트넘이 더 중요한 라이벌 관계라고 나와있다.

## 소유권과 재정
아스널의 모기업은 '아스널 홀딩스(Arsenal Holdings plc)'이며 비상장 유한회사이다. 이러한 소유권은 여타 다른 축구 클럽에 비해 상당히 다른 소유권이라 볼 수 있다. 단 62,217 규모의 지분만 발행되었으며, 영국의 파이낸셜 타임스와 런던 증권 거래소가 공동으로 설립한 FTSE나 런던 증권 거래소의 하위시장인 AIM과 같은 곳과는 거래하지 않고 있다. 대신, 플러스 증권 거래소와는 가끔 거래하고 있다. 2009년 3월 30일, 아스널의 주식이 중간 가격대인 7,550유로가 되었다. 이것은 아스널의 시장 자본가치가 대략 46,980만 유로가 된다는 의미이다. 아스널은 2008 시즌이 끝난 5월 31일, 총 수입 223백만 유로 중에 선수 이적과 세금을 포함한 것만 3,670만 유로의 수입을 내었다.
2008년 4월, 미국의 경제 미디어 포브스는 맨체스터 유나이티드와 레알 마드리드에 이어 아스널의 가치를 세계에서 세 번째로 높은 축구 클럽으로 평가 했으며, 채무를 포함해 12천만 달러(605백만 유로)의 가치를 평가받았다. 미국의 회계 법인 회사인 델로이트는 전 세계 축구 클럽들의 수입을 순위로 매기는 2009 델로이트 풋볼 머니 리그에서 아스널을 6위로 평가했으며, 2007 - 08 시즌, 2093십만 유로의 수입을 냈다고 되어있다.(세금 제외)

### 아스널의 경영진들과 주주들
아스널의 경영진들은 현재 통틀어서 41.8%의 팀 지분을 갖고 있으며, 2009년 3월 기준으로 그 중에 가장 큰 경영진 주주는 미국의 스포츠계의 거물인 스탠 크롱키이다. 이 사람은 2007년부터 아스널에 관한 입찰에 진출하였으며, 현재 12,756의 지분 소유로써 20.5%의 점유율을 차지하고 있다.
다른 경영진들 로는 남아공 출신의 다이아몬드 딜러 이기도 한 대니 피즈먼이 10,025 지분으로 16.1%를 차지하고 있고, 아스널의 전 회장인 브레이스웰스미스 경의 손자인 리차드 카가 2,722의 지분으로 4.4%, 그리고 현재 아스널의 회장인 피터 힐-우드가 500의 지분으로 0.8%의 점유율을 각각 갖고 있다. 나머지 경영진들은 아주 근소한 양의 지분을 갖고 있다. 전 경영진 이기도 했던 니나 브레이스웰스미스(브레이스웰
스미스 경의 손녀) 역시 9,893 지분으로 15.9%의 점유율을 갖고 있다.
크롱키의 입찰 경쟁자는 레드 앤 화이트 시큐리티(Red & White Securities)의 공동 대표인 러시아의 억만장자 알리셰르 우스마노프와 이란 출신의 런던 재무가인 파하드 모시리이다.
레드 앤 화이트는 2007년 8월에 입찰 진출을 하였는데, 전 아스널의 부회장이었던 데이빗 다인으로부터 배당 소유권을 샀고, 2009년 2월, 15,555의 지분으로 25%의 점유율을 지니게 되었다. 이것으로 크롱키와 우스마노프 사이에 입찰 경쟁이 불거진 것이 아니냐 하는 기자 추측도 나왔었다.
그러나 크롱키는 최소한 2009년 9월까지는 29.9% 이상의 팀 지분을 차지하지 않는다는 데에 찬성하였고, 나머지 경영진 및 주주들도 2009년 4월까지는 허가되지 않은 사람들에게 지분을 팔지 않는 것에 대해 합의하였다. 그리고 2012년 10월까지 각각의 다른 지분들에 대해서 첫 번째 선택 사항을 갖는다는 것에 대해서도 합의하였다.
2013년 6월 14일자로 아스널은 피터 힐우드 회장의 심장병 등의 건강 문제로 인하여 새로운 회장으로 그의 43년 지기인 칩스 케스윅 경(Sir Chippendale (Chips) Keswick)을 고용한다고 밝혔다. 칩스 케스윅 경은 2005년부터 아스널의 보드진에서 일하였으며 햄브로스 은행(Hambros Bank)와 잉글랜드 은행(Bank of England)의 디렉터를 역임하였다.

## 대중문화 속의 아스널
잉글랜드에서 가장 성공한 축구 클럽 중 하나인 아스널은 영국 문화에서 종종 묘사되었고, 미디어 매체에도 몇 번 처음으로 나왔던 적이 있었다. 1927년 1월 22일, 아스널 스타디움에서 벌어진 셰필드 유나이티드와의 경기가 잉글랜드 리그 최초로 라디오로 생중계가 되었다. 10년뒤인 1937년 9월 16일에는 아스널의 1군과 2군팀과의 시범경기가 TV로 생중계 되는 첫 축구 경기가 되기도 했다. 또한 아스널은 1964년 8월 22일, BBC의 스포츠 프로그램인 매치 오브 더 데이의 첫 방송에서 앤필드에서 벌어진 리버풀과의 경기가 하일라이트로 방송이 되었다.
아스널은 축구를 소재로 한 영화의 초기에 배경이 되기도 했었는데 1939년작, 영화 아스널 스타디움의 미스터리(The Arsenal Stadium Mystery)가 그러했다. 이 영화는 아스널과 아마추어 팀의 친선 경기에 중점을 두는데 선수들중 한명이 경기 도중 독살을 당하게 된다는 내용이다. 당시 아스널에서 뛰고 있는 많은 선수들이 직접 출연하였으며, 당시 아스널의 감독이었던 조지 앨리슨에게는 대사가 주어지기도 했었다. 좀 더 최근에는 축구와 관련, 특히 아스널에 관련된 자신의 인생을 다룬 닉 혼비의 자서전인 피버 피치(Fever Pitch)란 책에도 나온다. 이 책은 1992년 출판 되었으며, 1990년대 영국 사회에서의 축구에 대한 부흥과 재건에 대한 내용이 다뤄졌다. 또한 이 책은 영국과 미국에서 각각 한번씩 두번의 영화로 각색이 되기도 했었는데 영국 영화는 콜린 퍼스가 주연을 맡아 1988 - 89 시즌 아스널이 리그 우승을 할 때를 중점으로 다뤘고, 미국 영화(한국명:날 미치게 하는 남자)는 드류 배리모어 주연으로써 메이저 리그의 보스턴 레드삭스의 팬들에 대해서 다루었다.
아스널은 특히 1970년대와 80년대 동안 다소 좀 고리타분한 수비와 지루한 경기를 펼쳤는데, 영국의 코미디언인 에릭 모어캄브와 같은 많은 코미디언들이 이런날들에 대해 조롱거리를 만들어 내기도 하였다. 이러한 주제는 1997년작, 영화 풀 몬티에도 거듭 되었는데 남자 주연 배우들이 그들의 스트립 쇼에 맞춰서 열을 맞추며 양손을 들어 올리는 장면이 있었는데 아스널 수비의 오프사이드 트랩을 고의적으로 흉내내어 조롱하기도 했었다. 게리 올드만이 제작한 1999년작의 플렁켓 & 매클린이란 영화에서도 아스널의 수비가 언급이 되었는데 당시 아스널에서 오랜 기간 동안 수비수로 뛰었었던 왼쪽 수비수 리 딕슨과 오른쪽 수비수 나이젤 윈터번의 이름을 따온 딕슨과 윈터번이란 이름을 가진 두 캐릭터가 나온다. 참고로 이 두 영화의 공통점은 로버트 칼라일이란 스코틀랜드 출신의 배우가 두 영화에 주연배우로 나왔다는 점이다. 로버트 칼라일은 새뮤얼 L. 잭슨 주연의 영화 51번째 주에 리버풀 팬으로 나온 적도 있었다.(자세한 것은 리버풀 FC를 참조) 하지만 그는 레인저스 FC의 팬이라고 한다.

## 아스널 여자축구단
아스널 WFC는 아스널과 제휴하고 있는 여자 축구 클럽이다. 1987년 창단되었고, 2002년에 프로로 전향해 현재 아스널의 유니폼 관리 담당을 맡고 있는 빅 에이커스가 창단부터 지금까지 아스널 WFC의 감독을 맡고 있다. 아스널 WFC는 잉글랜드 여자축구에서 가장 성공적인 클럽이며, 현재 여자 프리미어리그에서 무려 5연패를 기록중이며, FA 여자컵에서도 3연패를 기록중이다. 또한 그녀들은 2006 - 07 시즌, UEFA 여자 챔피언스리그(남자의 챔피언스리그와 동급이다)에서 우승해 잉글랜드 여자축구 클럽 중에서는 유일한 우승이고, 쿼드러플까지 기록하였다. 이 쿼드러플 기록은 전 세계 여자축구 클럽을 통틀어 아스널 WFC가 유일하다. 아스널과 아스널 WFC는 형식적으로는 독립된 존재들이지만 꽤나 밀접하게 연결되어 있다. 아스널 WFC는 시즌당 한번 정도는 에미레이트 스타디움을 사용할 수 있는 자격을 가지고 있다. 평상시의 아스널 WFC의 홈 구장은 메도우 파크라는 곳으로써 7부리그의 보어럼 우드 FC와 왓포드의 2군 팀과 같이 사용하고 있다.

## 사회에서의 아스널
아스널은 1985년, 스포츠와 사회적 포용, 교육, 자선 사업을 제공하는 일반 사회 조직인 'Arsenal in the Community'(사회에서의 아스널)을 창설 시켰다. 아스널은 몇몇의 자선 사업을 직접 지원하기도 했었고, 1992년에는 아스널 자선 신용 위원회(The Arsenal Charitable Trust)라는 단체가 지역적 대의를 위해 2백만 유로가 넘는 금액을 확보하였다. 거기에는 전 프로 선수들과 명사들로 만들어진 팀도 합세하기도 하였다.

## 우승 기록
아스널은 통산 13번의 리그 우승을 거두었다. 이는 맨체스터 유나이티드 FC와 리버풀 FC 다음으로 최다 우승 기록이다. 또한 아스널은 지금까지 14번의 FA컵 우승을 거두어, 최다 우승 기록을 보유하고 있다. 아스널은 1971년, 1998년, 2002년에 리그 및 FA컵에서 모두 우승하여 더블을 기록하였고, 최다 더블 달성으로는 맨체스터 유나이티드 FC와 동률을 이루고 있다. 한편 1993년에는 FA컵 및 리그컵에서 모두 우승하여 이른바 '컵 더블'을 잉글랜드 프로축구에서 처음으로 달성하였다. 더불어 아스널은 2006년, 런던을 연고지로 하는 구단으로는 처음으로 UEFA 챔피언스리그 결승전에 진출하였다.
아스널은 잉글랜드 프로축구리그 역사상 가장 우수한 기록을 거둔 구단 중 하나로, 시즌 최종순위가 14위 아래로 떨어진 적은 단 7번밖에 없다. 또한 20세기 아스널의 평균 리그 순위는 경쟁 구단들보다도 높은 8.5위였다. 여기에 아스널은 2001-02 및 2002-03 시즌, 2013-14 및 2014-15 시즌 동안 FA컵을 2번이나 연이어 우승하였다. FA컵 역사상 연속 우승을 달성한 구단은 아스널을 포함하여 토트넘 홋스퍼 FC, 뉴캐슬 유나이티드 FC, 블랙번 로버스 FC, 원더러스 FC까지 단 5개 팀밖에 없다.

### 국내 대회

#### 리그
- 풋볼 리그 1부/프리미어리그[87]

● 우승 (13): 1930-31, 1932-33, 1933-34, 1934-35, 1937-38, 1947-48, 1952-53, 1970-71, 1988-89, 1990-91, 1997-98, 2001-02, 2003-04
● 준우승 (12): 1925-26, 1931-32, 1972-73, 1998-99, 1999-2000, 2000-01, 2002-03, 2004-05, 2015-16, 2022-23, 2023-24, 2024-45
- 풋볼 리그 2부/EFL 챔피언십[87]

● 준우승 (1): 1903-04

#### 컵
- FA컵

● 우승 (14, 최다 기록): 1929-30, 1935-36, 1949-50, 1970-71, 1978-79, 1992-93, 1997-98, 2001-02, 2002-03, 2004-05, 2013-14, 2014-15, 2016-17, 2019-20
,● 준우승 (7): 1926-27, 1931-32, 1951-52, 1971-72, 1977-78, 1979-80, 2000-01
- EFL컵

● 우승 (2): 1986-87, 1992-93
● 준우승 (6): 1967-68, 1968-69, 1987-88, 2006-07, 2010-11, 2017-18
- FA 커뮤니티 실드

● 우승 (17): 1930, 1931, 1933, 1934, 1938, 1948, 1953, 1991*, 1998, 1999, 2002, 2004, 2014, 2015, 2017, 2020, 2023
● 준우승 (7): 1935, 1936, 1979, 1989, 1993, 2003, 2005

### 국제 대회

#### 유럽 대회
- UEFA 챔피언스리그

● 준우승 (1): 2005-06
- UEFA 유로파리그

● 준우승 (2): 1999-2000, 2018-2019
- UEFA 컵위너스컵

● 우승 (1): 1993-94
● 준우승 (2): 1979-80, 1994-95
- 인터시티스 페어스컵

● 우승 (1): 1969-70

## 통계와 기록

### 출전 기록
아스널의 유명한 중앙 수비수였던 데이비드 오리어리는 1975년부터 1993년까지 1군에서만 무려 722경기를 출장해 아스널의 최다 출장 기록을 갖고 있다. 그와 한때 중앙 수비수 파트너이자 전 주장인 토니 애덤스는 669경기 출장으로서 2위의 기록을 갖고 있다. 골키퍼 로서는 데이비드 시먼이 563경기로 최고 기록을 갖고 있다.
| 순위 | 이름              | 기간        | 선발 | 교체 | 총 출장 횟수 |
| ---- | ----------------- | ----------- | ---- | ---- | ------------ |
| 1    | 데이비드 오리어리 | 1973 - 1993 | 681  | 41   | 722          |
| 2    | 토니 애덤스       | 1983 - 2002 | 663  | 6    | 669          |
| 3    | 조지 암스트롱     | 1961 - 1977 | 607  | 14   | 621          |
| 4    | 리 딕슨           | 1988 - 2002 | 598  | 21   | 619          |
| 5    | 나이젤 윈터번     | 1987 - 2000 | 572  | 12   | 584          |
| 6    | 데이비드 시먼     | 1990 - 2003 | 564  | 0    | 564          |
| 7    | 팻 라이스         | 1964 - 1980 | 521  | 7    | 528          |
| 8    | 피터 스토레이     | 1961 - 1977 | 494  | 7    | 501          |
| 9    | 존 레드포드       | 1962 - 1976 | 475  | 6    | 481          |
| 10   | 피터 심슨         | 1960 - 1978 | 458  | 19   | 477          |

### 최다 골 기록

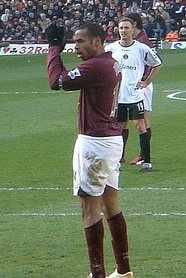
최다 골 기록을 보유하고 있는 아스널의 레전드 티에리 앙리

티에리 앙리는 아스널의 통산 최다 골 득점자로서 2005년 8월에 185골을 기록했던 이언 라이트를 넘어섰으며, 1999년부터 2007년까지 그리고 2012년에 단기 임대로 복귀하여 총 228골을 기록, 아스널 통산 최다 리그 골 기록을 보유하고 있다. 이언 라이트는 1939년, 클리프 바스틴이 178골을 기록한 이래 오랫동안 이어져 오고 있던 골 기록을 1997년 9월에 갈아 치웠다.
| 순위 | 이름           | 기간              | 출장 횟수 | 득점 |
| ---- | -------------- | ----------------- | --------- | ---- |
| 1    | 티에리 앙리    | 1999 - 2007, 2012 | 374       | 228  |
| 2    | 이언 라이트    | 1991 - 1998       | 288       | 185  |
| 3    | 클리프 바스틴  | 1929 - 1946       | 396       | 178  |
| 4    | 존 레드포드    | 1962 - 1976       | 481       | 149  |
| 5    | 테드 드래이크  | 1934 - 1945       | 184       | 139  |
| 6    | 지미 브래인    | 1923 - 1931       | 232       | 139  |
| 7    | 덕 리쉬먼      | 1948 - 1956       | 244       | 137  |
| 8    | 로빈 판 페르시 | 2004 - 2012       | 278       | 132  |
| 9    | 조 흄          | 1926 - 1938       | 374       | 125  |
| 10   | 데이비드 잭    | 1928 - 1934       | 208       | 124  |

### 최다 관중 기록
아스널의 한 경기 최다 홈 관중수는 73,707명으로 1998년 11월 25일, 구 웸블리 스타디움에서 벌어진 RC 랑스와의 챔피언스리그에서 세운 기록이다. 아스널은 1998-99, 1999-2000 두 시즌 동안 챔피언스리그 홈 경기를 구 웸블리 스타디움에서 치르게 된 바 있는데 이는 아스널 스타디움의 관중 수용에 한계가 있었기 때문이었다. 아스널 스타디움에서의 한 경기 최다 홈 관중수는 73,295명으로 1935년 3월 9일, 선덜랜드와의 경기였고, 에미레이트 스타디움에서는 60,161명으로 2007년 11월 3일, 맨체스터 유나이티드와의 경기였다.

### 기타 기록
아스널은 잉글랜드 축구에서 몇몇 기록을 세운 바 있는데, 1부리그에서 가장 오랫동안 강등되지 않고 있는 기록(2014 - 15 시즌 현재 88 시즌 연속)을 갖고 있고, 2003년 5월부터 2004년 10월까지 무려 49경기 연속 무패 행진을 세운 바 있고. 창단후 지금까지 무려 "131년간 챔피언스리그 우승"이 없는 기록도 있다 이 기간중에는 2003-04 시즌, 총 38경기의 무패 우승을 거두기도 했었다. 이 무패 우승 기록은 1888-89 시즌, 프레스턴 노스 엔드 FC가 세운 이후 1부리그에서 115년 만에 나온 대기록 이었다. 하지만 프레스턴 노스 엔드가 처음 기록을 세웠을 때에는 고작 22경기밖에 치르지 않았으므로 아스널이 세운 무패 우승이 더 대단하다고 볼 수 있다.
또한 아스널은 2005-06 시즌 동안 챔피언스리그에서 10경기 무실점 기록을 세운 바 있다. 종전 기록은 AC 밀란이 세운 7경기였다. 당시 아스널은 총 995분 동안 상대 팀에게 골을 내주지 않았으나, 마지막 결승에서 76분경, 형님구단 바르셀로나에서 뛰고 있던 사뮈엘 에토에게 동점골을 내줘 무실점 기록이 깨지게 되었다.

## 선수

### 1군 선수 명단
참고: FIFA 자격 규정에 따라 소속된 국가대표팀 국기를 표시합니다. 선수는 복수의 FIFA 비회원국 국적을 가지고 있을 수 있습니다.
| 번호 | 포지션 | 국적       | 이름                   |
| ---- | ------ | ---------- | ---------------------- |
| 2    | DF     |            | 윌리암 살리바          |
| 3    | RB     | 스코틀랜드 | 키어런 티어니          |
| 6    | DF     |            | 가브리엘 마갈량이스    |
| 7    | FW     | 잉글랜드   | 부카요 사카            |
| 8    | MF     |            | 마르틴 외데고르 (주장) |
| 9    | FW     |            | 가브리엘 제주스        |
| 11   | FW     |            | 가브리엘 마르티넬리    |
| 12   | DF     |            | 유리언 팀버르          |
| 14   | ST     |            | 빅토르 요케레스        |
| 15   | DF     |            | 야쿠프 키비오르        |

| 번호 | 포지션 | 국적       | 이름                   |
| ---- | ------ | ---------- | ---------------------- |
| 17   | MF     | 우크라이나 | 올렉산드르 진첸코      |
| 19   | FW     |            | 레안드로               |
| 22   | GK     |            | 다비드 라야            |
| 23   | MF     |            | 미켈 메리노            |
| 32   | GK     |            | 네투 (본머스에서 임대) |
| 33   | DF     |            | 리카르도 칼라피오리    |
| 41   | MF     | 잉글랜드   | 데클런 라이스          |

### 임대 선수 명단
참고: FIFA 자격 규정에 따라 소속된 국가대표팀 국기를 표시합니다. 선수는 복수의 FIFA 비회원국 국적을 가지고 있을 수 있습니다.
| 번호 | 포지션 | 국적     | 이름                            |
| ---- | ------ | -------- | ------------------------------- |
| 21   | MF     | 포르투갈 | 파비우 비에이라 (포르투로 임대) |
| 24   | FW     | 잉글랜드 | 리스 넬슨 (풀럼으로 임대)       |
| 27   | FW     |          | 마르키뉴스 (플루미넨시로 임대)  |

| 번호 | 포지션 | 국적     | 이름                               |
| ---- | ------ | -------- | ---------------------------------- |
| 31   | GK     |          | 카를 헤인 (레알 바야돌리드로 임대) |
| —    | DF     | 포르투갈 | 누노 타바레스 (라치오로 임대)      |
| —    | MF     |          | 알베르 삼비 로콩가 (세비야로 임대) |

### 올해의 선수
| 연도 | 이름                   | 국적     | 포지션 |
| ---- | ---------------------- | -------- | ------ |
| 2006 | 옌스 레만              | 독일     | GK     |
| 2007 | 세스크 파브레가스      | 스페인   | MF     |
| 2008 | 마티외 플라미니        | 프랑스   | MF     |
| 2009 | 로빈 판 페르시         | 네덜란드 | FW     |
| 2010 | 세스크 파브레가스      | 스페인   | MF     |
| 2011 | 잭 윌셔                | 잉글랜드 | MF     |
| 2012 | 로빈 판 페르시         | 네덜란드 | FW     |
| 2013 | 산티 카소를라          | 스페인   | MF     |
| 2014 | 에런 램지              | 웨일스   | MF     |
| 2015 | 알렉시스 산체스        | 칠레     | FW     |
| 2016 | 메수트 외질            | 독일     | MF     |
| 2017 | 알렉시스 산체스        | 칠레     | FW     |
| 2018 | 에런 램지              | 웨일스   | MF     |
| 2019 | 알렉상드르 라카제트    | 프랑스   | FW     |
| 2020 | 피에르-에메릭 오바메양 | 가봉     | FW     |
| 2021 | 부카요 사카            | 잉글랜드 | FW     |
| 2022 | 부카요 사카            | 잉글랜드 | FW     |
| 2023 | 마르틴 외데고르        | 노르웨이 | MF     |
| 2024 | 마르틴 외데고르        | 노르웨이 | MF     |

### 아스널 출신 잉글랜드 축구 국가대표팀 선수
진한 글씨는 현재 아스널 FC에서 뛰는 선수들이다.

메이저 대회에 (FIFA 월드컵, UEFA 유럽 축구 선수권 대회) 출전했던 선수들로만 작성하였다.

- 앨런 볼 (1971-1976)
- 나이얼 퀸 (1983-1990)
- 토니 애덤스 (1983-2002)
- 데이비드 시먼 (1990-2003)
- 데이비드 플랫 (1995-1998)
- 매슈 업슨 (1997-2003)
- 애슐리 콜 (1998-2006)
- 솔 캠벨 (2001-2006, 2010)
- 리처드 라이트 (2001-2002)
- 시오 월컷 (2006-2018)
- 잭 윌셔 (2008-2018)
- 앨릭스 옥슬레이드체임벌린 (2011-2017)
- 대니 웰벡 (2014-2019)
- 부카요 사카 (2018-)
- 벤 화이트 (2021-)
- 에런 램스데일 (2021-2024)
- 데클런 라이스 (2023-)
- 라힘 스털링 (2024-)

## 코칭스태프
2020년 1월 22일 기준
| 위치                 | 이름                  | 국적     | 비고 |
| -------------------- | --------------------- | -------- | ---- |
| 감독                 | 미켈 아르테타         | 스페인   |      |
| 수석 코치            | 스티브 라운드         | 잉글랜드 |      |
| 수석 코치            | 알베르트 스투이벤버그 | 네덜란드 |      |
| 골키퍼 코치          | 살 비보               | 잉글랜드 |      |
| 골키퍼 코치          | 이냐키 카나 파본      | 스페인   |      |
| 유소년 아카데미 감독 | 페어 메르테자커       | 독일     |      |
| U-23 감독            | 스티브 볼드           | 잉글랜드 |      |
| Head of performance  | 쉐드 포사이스         | 미국     |      |
| 클럽 주치의          | 게리 오드리스콜       | 잉글랜드 |      |

## 감독

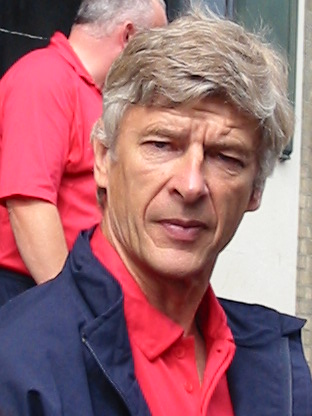
22년 동안 아스널의 감독을 맡은 아르센 벵거.

1897년, 토마스 미첼 감독이 아스널의 첫 프로 감독이 된 이후 현재까지 총 20명의 정규 감독과 6명의 감독 대행이 아스널을 이끌어 왔다. 가장 오랫동안 아스널의 감독을 맡은 사람은 아르센 벵거(1996 - 2018)이다. 벵거 감독은 영국인과 아일랜드인을 제외한 첫 아스널 감독이고 2018년까지 무려 57.25%라는 승률을 거둔 아스널의 가장 성공적인 감독으로 평가받고 있다. 레슬리 나이트 전 감독이 34.46%로 승률이 제일 낮다. 두 명의 아스널 감독이 시즌 도중에 사망하였고 그 두명은 바로 허버트 채프먼과 탐 휘태커이다.

### 역대
| 감독        | 임기        |
| ----------- | ----------- |
| 아르센 벵거 | 1996 ~ 2018 |

## 네임드 팬
- 엘리자베스 2세 (영국 여왕)
- 웨일스 공자 해리 (영국 왕자, 웨일스 공 찰스의 차남)
- 도널드 트럼프 (미국 제45대 대통령)
- 제러미 코빈 (영국 노동당 전 대표)
- 데이지 리들리 (배우)
- 엠마왓슨 (배우)
- 케빈 코스트너 (배우)
- 제이미 벨 (배우)
- 피델 카스트로 (정치가)
- 해리 스타일스 (가수)
- 저스틴 비버 (가수)
- 베네딕트 컴버배치 (배우)
- 로저 돌트리 (더 후의 보컬)
- 다이도 (가수)
- 잭 에프론 (배우)
- 이드리스 엘바 (배우)
- 모 패러 (육상선수)
- 콜린 퍼스 (배우)
- 매튜 폭스 (배우)
- 앤드류 가필드 (배우)
- 제이지 (가수)
- 이언 매켈런 (배우)
- 피어스 모건 (언론인, TV진행자)

- 닉 혼비 (소설가)
- 폴 카가메 (정치가)
- 오사마 빈 라덴 (국제 테러리스트)
- 존 라이든 (섹스 피스톨즈의 보컬)
- 로버트 패틴슨 (배우)
- 해리 레드냅 (축구감독)
- 카야 스코델라리오 (배우)
- 마크 스트롱 (배우)
- 로저 워터스 (핑크 플로이드의 베이시스트)

- 조슈아 캐럿 (엔터테이너, 모델)
- 김상혁 (클릭비의 멤버)
- 목진석 (바둑기사)
- 민호 (샤이니의 멤버)
- 수빈 (우주소녀의 멤버)
- 박종윤 (캐스터)
- 이상윤 (축구 해설위원)
- 그리 (래퍼)
- 임시완 (ZE:A의 멤버)
- 한준희(축구 해설위원)
- 한현민 (모델)
- 이제동 (프로게이머)